# Amigo (jeu)
Pour les articles homonymes, voir Amigo.

Logo d'Amigo depuis 2023

Amigo est un jeu de hasard de la Française des jeux accessible, d'abord le 4 octobre 2010 sous la forme d'une version test dans certaines régions de France, puis depuis le 19 juin 2013 dans toutes les régions de France. En 2014, Amigo arrive dans les DOM-TOM. De 2010 à 2014, il est le successeur du Rapido. Du 17 mars 2020 au 8 juin 2020, le jeu a été temporairement arrêté à la suite de la crise du Covid-19 et de la conséquence des fermetures des bars.

## Fonctionnement

### Du4 octobre 2010au11 décembre 2011
À ce moment-là, l'Amigo n'existe que dans quelques régions de France. La mise minimale est de deux euros.
Il y avait deux grilles : La première grille comportait neuf colonnes de cinq numéros chacune, on devait cocher un numéro par colonne. La deuxième grille (appelée « grille Jackpot ») comportait cinq numéros, on devait en cocher un.
Le gain maximal est un jackpot évolutif de 250 000 euros minimum et qui augmente à chaque tirage tant qu'il y a pas de gagnants. Il peut monter jusqu'à 1 million d'euros.

### Depuis le12 décembre 2011
À partir de cette date, l'Amigo adopte de nouvelles règles.Pour jouer une grille à Amigo, le joueur doit cocher 7 numéros parmi 28, et choisir une mise entre 2 € et 20 €.
À chaque tirage, 12 numéros sont tirés au sort parmi les 28 : 7 numéros dits « bleus » et 5 numéros dits « jaunes ».
Un grille est gagnante lorsque au moins 4 numéros de la grille sont présents parmi des 12 numéros tirés au sort (bleus ou bonus). Les gains sont variables selon que les bons numéros de la grille sont bleus ou jaunes, et selon la mise du joueur.
Le gain maximal est cette fois ci de 250 000 euros, et il est fixe.
La grille des gains est la suivante :
| Nombre de numéros gagnants total | Nombre de numéros gagnants | Nombre de numéros gagnants | Gains selon de la mise | Gains selon de la mise | Gains selon de la mise | Gains selon de la mise | Gains selon de la mise | Gains selon de la mise |
| Nombre de numéros gagnants total | Dont numéros bleus         | Dont numéros jaunes        | 2 €                    | 4 €                    | 6 €                    | 8 €                    | 10 €                   | 20 €                   |
| -------------------------------- | -------------------------- | -------------------------- | ---------------------- | ---------------------- | ---------------------- | ---------------------- | ---------------------- | ---------------------- |
| 7                                | 7                          | 0                          | 25 000 €               | 50 000 €               | 75 000 €               | 100 000 €              | 125 000 €              | 250 000 €              |
| 7                                | 6                          | 1                          | 500 €                  | 100 €                  | 1 500 €                | 2 000 €                | 2 500 €                | 5 000 €                |
| 7                                | 5                          | 2                          | 120 €                  | 240 €                  | 360 €                  | 480 €                  | 600 €                  | 1 200 €                |
| 7                                | 4                          | 3                          | 100 €                  | 200 €                  | 300 €                  | 400 €                  | 500 €                  | 1 000 €                |
| 7                                | 3                          | 4                          | 100 €                  | 200 €                  | 300 €                  | 400 €                  | 500 €                  | 1 000 €                |
| 7                                | 2                          | 5                          | 100 €                  | 200 €                  | 300 €                  | 400 €                  | 500 €                  | 1 000 €                |
| 6                                | 6                          | 0                          | 250 €                  | 500 €                  | 750 €                  | 1 000 €                | 1 250 €                | 2 500 €                |
| 6                                | 5                          | 1                          | 55 €                   | 110 €                  | 165 €                  | 220 €                  | 275 €                  | 550 €                  |
| 6                                | 4                          | 2                          | 20 €                   | 40 €                   | 60 €                   | 80 €                   | 100 €                  | 200 €                  |
| 6                                | 3                          | 3                          | 15 €                   | 30 €                   | 45 €                   | 60 €                   | 75 €                   | 150 €                  |
| 6                                | 2                          | 4                          | 15 €                   | 30 €                   | 45 €                   | 60 €                   | 75 €                   | 150 €                  |
| 6                                | 1                          | 5                          | 15 €                   | 30 €                   | 45 €                   | 60 €                   | 75 €                   | 150 €                  |
| 5                                | 5                          | 0                          | 50 €                   | 100 €                  | 150 €                  | 200 €                  | 250 €                  | 500 €                  |
| 5                                | 4                          | 1                          | 8 €                    | 16 €                   | 24 €                   | 32 €                   | 40 €                   | 80 €                   |
| 5                                | 3                          | 2                          | 3 €                    | 6 €                    | 9 €                    | 12 €                   | 15 €                   | 30 €                   |
| 5                                | 2                          | 3                          | 3 €                    | 6 €                    | 9 €                    | 12 €                   | 15 €                   | 30 €                   |
| 5                                | 1                          | 4                          | 3 €                    | 6 €                    | 9 €                    | 12 €                   | 15 €                   | 30 €                   |
| 5                                | 0                          | 5                          | 3 €                    | 6 €                    | 9 €                    | 12 €                   | 15 €                   | 30 €                   |
| 4                                | 4                          | 0                          | 5 €                    | 10 €                   | 15 €                   | 20 €                   | 25 €                   | 50 €                   |
| 4                                | 3                          | 1                          | 2 €                    | 4 €                    | 6 €                    | 8 €                    | 10 €                   | 20 €                   |
| 4                                | 2                          | 2                          | 2 €                    | 4 €                    | 6 €                    | 8 €                    | 10 €                   | 20 €                   |
| 4                                | 1                          | 3                          | 2 €                    | 4 €                    | 6 €                    | 8 €                    | 10 €                   | 20 €                   |
| 4                                | 0                          | 4                          | 2 €                    | 4 €                    | 6 €                    | 8 €                    | 10 €                   | 20 €                   |
| 3                                | 3                          | 0                          | 0 €                    | 0 €                    | 0 €                    | 0 €                    | 0 €                    | 0 €                    |
| 3                                | 2                          | 1                          | 0 €                    | 0 €                    | 0 €                    | 0 €                    | 0 €                    | 0 €                    |
| 3                                | 1                          | 2                          | 0 €                    | 0 €                    | 0 €                    | 0 €                    | 0 €                    | 0 €                    |
| 3                                | 0                          | 3                          | 0 €                    | 0 €                    | 0 €                    | 0 €                    | 0 €                    | 0 €                    |
| 2                                | 2                          | 0                          | 0 €                    | 0 €                    | 0 €                    | 0 €                    | 0 €                    | 0 €                    |
| 2                                | 1                          | 1                          | 0 €                    | 0 €                    | 0 €                    | 0 €                    | 0 €                    | 0 €                    |
| 2                                | 0                          | 2                          | 0 €                    | 0 €                    | 0 €                    | 0 €                    | 0 €                    | 0 €                    |
| 1                                | 1                          | 0                          | 0 €                    | 0 €                    | 0 €                    | 0 €                    | 0 €                    | 0 €                    |
| 1                                | 0                          | 1                          | 0 €                    | 0 €                    | 0 €                    | 0 €                    | 0 €                    | 0 €                    |
| 0                                | 0                          | 0                          | 0 €                    | 0 €                    | 0 €                    | 0 €                    | 0 €                    | 0 €                    |

## Probabilités

### Probabilités de gain
| Nombre de numéros gagnants total | Nombre de numéros gagnants | Nombre de numéros gagnants | Probabilité de gain |
| Nombre de numéros gagnants total | Dont numéros bleus         | Dont numéros jaunes        | Probabilité de gain |
| -------------------------------- | -------------------------- | -------------------------- | ------------------- |
| 7                                | 7                          | 0                          | 1 184 040,00        |
| 7                                | 6                          | 1                          | 33 829,71           |
| 7                                | 5                          | 2                          | 5 638,29            |
| 7                                | 4                          | 3                          | 3 382,97            |
| 7                                | 3                          | 4                          | 6 765,94            |
| 7                                | 2                          | 5                          | 56 382,86           |
| 6                                | 6                          | 0                          | 10 571,79           |
| 6                                | 5                          | 1                          | 704,79              |
| 6                                | 4                          | 2                          | 211,44              |
| 6                                | 3                          | 3                          | 211,44              |
| 6                                | 2                          | 4                          | 704,79              |
| 6                                | 1                          | 5                          | 10 571,79           |
| 5                                | 5                          | 0                          | 469,86              |
| 5                                | 4                          | 1                          | 56,38               |
| 5                                | 3                          | 2                          | 28,19               |
| 5                                | 2                          | 3                          | 46,99               |
| 5                                | 1                          | 4                          | 281,91              |
| 5                                | 0                          | 5                          | 9 867,00            |
| 4                                | 4                          | 0                          | 60,41               |
| 4                                | 3                          | 1                          | 12,08               |
| 4                                | 2                          | 2                          | 10,07               |
| 4                                | 1                          | 3                          | 30,21               |
| 4                                | 0                          | 4                          | 422,87              |
| 3                                | 3                          | 0                          | 18,59               |
| 3                                | 2                          | 1                          | 6,20                |
| 3                                | 1                          | 2                          | 9,29                |
| 3                                | 0                          | 3                          | 65,06               |
| 2                                | 2                          | 0                          | 12,91               |
| 2                                | 1                          | 1                          | 7,74                |
| 2                                | 0                          | 2                          | 27,11               |
| 1                                | 1                          | 0                          | 21,12               |
| 1                                | 0                          | 1                          | 29,57               |
| 0                                | 0                          | 0                          | 103,50              |

La probabilité de gagner le gain maximal, soit 25 000 € pour une mise de 2 € est d'une chance sur 1 184 040.

### Espérance de gain
| Nombre de numéros gagnants | Nombre de numéros gagnants | Nombre de numéros gagnants | Espérance mathématique selon la mise | Espérance mathématique selon la mise | Espérance mathématique selon la mise | Espérance mathématique selon la mise | Espérance mathématique selon la mise | Espérance mathématique selon la mise |
| Nombre de numéros gagnants | Dont numéros bleus         | Dont numéros jaunes        | 2 €                                  | 4 €                                  | 6 €                                  | 8 €                                  | 10 €                                 | 20 €                                 |
| -------------------------- | -------------------------- | -------------------------- | ------------------------------------ | ------------------------------------ | ------------------------------------ | ------------------------------------ | ------------------------------------ | ------------------------------------ |
| 7                          | 7                          | 0                          | 0,0211125                            | 0,0422266                            | 0,0633408                            | 0,0844549                            | 0,1055691                            | 0,2111398                            |
| 7                          | 6                          | 1                          | 0,0147208                            | 0,0295007                            | 0,0442806                            | 0,0590605                            | 0,0738404                            | 0,1477399                            |
| 7                          | 5                          | 2                          | 0,0209283                            | 0,0422114                            | 0,0634945                            | 0,0847775                            | 0,1060606                            | 0,2124759                            |
| 7                          | 4                          | 3                          | 0,0289686                            | 0,0585284                            | 0,0880882                            | 0,1176481                            | 0,1472079                            | 0,2950069                            |
| 7                          | 3                          | 4                          | 0,0144843                            | 0,0292642                            | 0,0440441                            | 0,0588240                            | 0,0736039                            | 0,1475035                            |
| 7                          | 2                          | 5                          | 0,0017381                            | 0,0035117                            | 0,0052853                            | 0,0070589                            | 0,0088325                            | 0,0177004                            |
| 6                          | 6                          | 0                          | 0,0234587                            | 0,0471065                            | 0,0707544                            | 0,0944022                            | 0,1180501                            | 0,2362893                            |
| 6                          | 5                          | 1                          | 0,0752002                            | 0,1532381                            | 0,2312760                            | 0,3093139                            | 0,3873518                            | 0,7775413                            |
| 6                          | 4                          | 2                          | 0,0851323                            | 0,1797237                            | 0,2743151                            | 0,3689065                            | 0,4634979                            | 0,9364548                            |
| 6                          | 3                          | 3                          | 0,0614844                            | 0,1324280                            | 0,2033715                            | 0,2743151                            | 0,3452586                            | 0,6999764                            |
| 6                          | 2                          | 4                          | 0,0184453                            | 0,0397284                            | 0,0610115                            | 0,0822945                            | 0,1035776                            | 0,2099929                            |
| 6                          | 1                          | 5                          | 0,0012297                            | 0,0026486                            | 0,0040674                            | 0,0054863                            | 0,0069052                            | 0,0139995                            |
| 5                          | 5                          | 0                          | 0,1021587                            | 0,2085740                            | 0,3149894                            | 0,4214047                            | 0,5278200                            | 1,0598966                            |
| 5                          | 4                          | 1                          | 0,1064153                            | 0,2483024                            | 0,3901895                            | 0,5320766                            | 0,6739637                            | 1,3833992                            |
| 5                          | 3                          | 2                          | 0,0354718                            | 0,1418871                            | 0,2483024                            | 0,3547177                            | 0,4611331                            | 0,9932097                            |
| 5                          | 2                          | 3                          | 0,0212831                            | 0,0851323                            | 0,1489815                            | 0,2128306                            | 0,2766798                            | 0,5959258                            |
| 5                          | 1                          | 4                          | 0,0035472                            | 0,0141887                            | 0,0248302                            | 0,0354718                            | 0,0461133                            | 0,0993210                            |
| 5                          | 0                          | 5                          | 0,0001013                            | 0,0004054                            | 0,0007094                            | 0,0010135                            | 0,0013175                            | 0,0028377                            |
| 4                          | 4                          | 0                          | 0,0496605                            | 0,1324280                            | 0,2151954                            | 0,2979629                            | 0,3807304                            | 0,7945678                            |
| 4                          | 3                          | 1                          | -                                    | 0,1655349                            | 0,3310699                            | 0,4966048                            | 0,6621398                            | 1,4898145                            |
| 4                          | 2                          | 2                          | -                                    | 0,1986419                            | 0,3972839                            | 0,5959258                            | 0,7945678                            | 1,7877774                            |
| 4                          | 1                          | 3                          | -                                    | 0,0662140                            | 0,1324280                            | 0,1986419                            | 0,2648559                            | 0,5959258                            |
| 4                          | 0                          | 4                          | -                                    | 0,0047296                            | 0,0094591                            | 0,0141887                            | 0,0189183                            | 0,0425661                            |
| 3                          | 3                          | 0                          | −0,107 597 7                         | −0,107 597 7                         | −0,107 597 7                         | −0,107 597 7                         | −0,107 597 7                         | −0,107 597 7                         |
| 3                          | 2                          | 1                          | −0,322 793 1                         | −0,322 793 1                         | −0,322 793 1                         | −0,322 793 1                         | −0,322 793 1                         | −0,322 793 1                         |
| 3                          | 1                          | 2                          | −0,215 195 4                         | −0,215 195 4                         | −0,215 195 4                         | −0,215 195 4                         | −0,215 195 4                         | −0,215 195 4                         |
| 3                          | 0                          | 3                          | −0,030 742 2                         | −0,030 742 2                         | −0,030 742 2                         | −0,030 742 2                         | −0,030 742 2                         | −0,030 742 2                         |
| 2                          | 2                          | 0                          | −0,154 940 7                         | −0,154 940 7                         | −0,154 940 7                         | −0,154 940 7                         | −0,154 940 7                         | −0,154 940 7                         |
| 2                          | 1                          | 1                          | −0,258 234 5                         | −0,258 234 5                         | −0,258 234 5                         | −0,258 234 5                         | −0,258 234 5                         | −0,258 234 5                         |
| 2                          | 0                          | 2                          | −0,073 781 3                         | −0,073 781 3                         | −0,073 781 3                         | −0,073 781 3                         | −0,073 781 3                         | −0,073 781 3                         |
| 1                          | 1                          | 0                          | −0,094 686 0                         | −0,094 686 0                         | −0,094 686 0                         | −0,094 686 0                         | −0,094 686 0                         | −0,094 686 0                         |
| 1                          | 0                          | 1                          | −0,067 632 9                         | −0,067 632 9                         | −0,067 632 9                         | −0,067 632 9                         | −0,067 632 9                         | −0,067 632 9                         |
| 0                          | 0                          | 0                          | −0,019 323 7                         | −0,019 323 7                         | −0,019 323 7                         | −0,019 323 7                         | −0,019 323 7                         | −0,019 323 7                         |
|                            |                            |                            | - 0,68 €                             | 0,64 €                               | 1,96 €                               | 3,28 €                               | 4,60 €                               | 11,19 €                              |

## Amigo Live
Amigo Live était une collection de jeux dont les thèmes des jeux s'inspirent de l'univers gaming. Ce projet fait partie du plan stratégique FDJ 2020. Il a été lancé le 2 octobre 2017 de façon temporaire pendant 1 an environ, dans 251 points de ventes FDJ en France. Dans cette collection, deux jeux ont existé : L'île au trésor et Astrologie. Les deux jeux s'alternent toutes les, et il y a un tirage toutes les 5 min. À la différence d'Amigo, les coupures de divertissements entre 2 tirages sont produits par TF1. La mise était de 2 euros. Astrologie s'est arrêté le 29 mars 2018, tandis que l'île au trésor s'est arrêté le 1er septembre 2018.